# Intime (album)
Intime je osmi studijski album pjevačice Maye Berović. Izdao ga je XL Elite Invest 6. kolovoza 2020. godine.

## Popis pjesama
| Br. | Skladba          | Trajanje |
| --- | ---------------- | -------- |
| 1.  | »Intime«         | 3:09     |
| 2.  | »Honey«          | 3:15     |
| 3.  | »Moto«           | 3:21     |
| 4.  | »Verna ko pas«   | 2:40     |
| 5.  | »Niko kao on«    | 3:35     |
| 6.  | »Breme«          | 3:01     |
| 7.  | »Bonbon«         | 3:30     |
| 8.  | »Kunem se u nas« | 3:20     |
| 9.  | »La la la«       | 3:05     |
| 10. | »Niko ne zna«    | 3:47     |

## Izdanja
| Regija | Datum | Format(i)     | Izdavač         |
| ------ | ----- | ------------- | --------------- |
| Srbija | 2020. | CD, USB stick | XL Elite Invest |